# والوارونه
والوارونه (به ایتالیایی: Valvarrone) یک کومونه در ایتالیا است که در استان لکو واقع شده‌است. والوارونه ۱۴٫۸۳ کیلومتر مربع مساحت و ۵۹۲ نفر جمعیت دارد.